# La profezia oscura
La profezia oscura (The Dark Prophecy) è un romanzo fantasy americano basato sulla mitologia greca e scritto dall'autore Rick Riordan . Si tratta del secondo libro della serie Le sfide di Apollo, il secondo spin-off della serie Percy Jackson e gli dei dell'Olimpo. Ha ricevuto recensioni positive dalla critica per il suo ritmo lento, l'umorismo e l'inclusività. Durante la sua prima settimana di uscita, ha venduto circa 63.000 copie, raggiungendo la vetta delle liste dei bestseller del New York Times e di Publishers Weekly.

## Trama
Sei settimane dopo l'allontanamento di Meg McCaffrey, Apollo, Leo, Festus e Calipso intraprendono un viaggio per impedire a Nerone di controllare tutti gli oracoli. A Indianapolis subiscono un attacco da parte delle creature blemmi, ma vengono salvati da Emitea, una principessa greca che Apollo salvò dal linciaggio millenni prima donandole l'immortalità, prima che si unisse alle Cacciatrici di Artemide; Emitea si è poi ritirata (invecchiando naturalmente) per condurre una vita normale con un'altra ex Cacciatrice, Josephine, con cui ha una relazione. Le due hanno una figlia adottiva, Georgina, scomparsa dopo una ricerca per trovare l'Oracolo di Trofonio: volevano ricevere una profezia per impedire all'imperatore Commodo di prendere i loro grifoni, ma il messaggio ricevuto ha danneggiato la mente della bambina, che poi è sparita. Le donne vivono alla Waystation, la cui proprietaria è la dea delle reti Britomarti, la quale affida ad Apollo e Calipso una missione per salvare i grifoni rubati da Commodo. Pur riuscendo nell'intento, i due vengono messi alle strette da Litierse, braccio destro di Commodo e figlio di re Mida, che desidera vendicarsi di Leo per il suo ruolo nella sconfitta sua e di Mida. Meg compare e tiene occupato Litierse mentre Apollo libera gli altri animali imprigionati, dopodiché il gruppo torna alla Waystation.
Apollo, Leo e Meg vanno al nascondiglio di Commodo e salvano i prigionieri, inclusa Georgina. Trovano il Trono della Memoria, ma vengono scoperti da Commodo. Riescono a scappare con l'aiuto di Festus e delle Cacciatrici di Artemide, salvando Litierse dall'esecuzione per il suo fallimento. Alla Waystation Georgina riproduce un messaggio registrato e viene fatto intendere che in realtà sia figlia di Apollo. Quest'ultimo e Meg si recano all'Oracolo per ottenere la profezia, mentre il resto del gruppo si prepara a difendere la Waystation dall'attacco dell'imperatore. All'Oracolo, Apollo beve dai fiumi della memoria e dell'oblio per prepararsi ad assimilare la profezia, sebbene perda temporaneamente la sanità mentale. Meg lo fa rinsavire cantando una canzone sulle sue sofferenze e risveglia lo spirito di Trofonio. Apollo lo supplica di prendere lui al posto di Meg e lo spirito accetta in cambio della distruzione dell'Oracolo, ma passa comunque la profezia a Meg, mettendola in pericolo di vita.
Apollo esegue la RCP su Meg e distrugge l'Oracolo. Pesca il karpos e i suoi amici li riportano alla Waystation in tempo per la battaglia, dove Commodo ha preso in ostaggio Leo, Emitea e Georgina. Apollo riacquista per breve tempo la sua natura divina e mostra la sua vera forma, accecando l'avversario e costringendolo alla fuga con il suo esercito. Meg rivela una profezia sotto forma di un sonetto shakespeariano secondo il quale devono avvertire il Campo Giove di un attacco che si terrà entro cinque giorni; per farlo, dovranno viaggiare nel Labirinto con l'assistenza di un satiro. Meg usa i suoi poteri per evocare il satiro più vicino, che si rivela essere Grover Underwood.

## Personaggi principali
- Apollo / Lester Papadopoulos: Dio del sole e della musica condannato da Zeus in un corpo mortale. Ha l'incarico di liberare gli Oracoli dal Triumvirato degli Imperatori.
- Leo Valdez: Semidio figlio di Efesto. È tornato in vita dopo essere morto per sconfiggere Gea ne Il sangue dell'Olimpo e si è messo insieme a Calipso dopo averla liberata dalla sua prigionia.
- Calipso: Figlia del titano Atlante, è stata a lungo imprigionata sull'isola di Ogigia finché Leo non l'ha liberata. Nonostante si pensasse che avesse perso i suoi poteri magici dopo aver lasciato l'isola, li riacquista gradualmente nel corso del romanzo.
- Meg McCaffrey: Dodicenne figlia di Demetra e figlia adottiva di Nerone. Dopo il tradimento del libro precedente, fa ammenda con Apollo tornando ad aiutarlo nella sua missione.
- Commodo: Il secondo e più debole imperatore del Triumvirato. In passato è stato un amante di Apollo, che lo uccise una volta accortosi della sua follia, ragion per cui ora vuole vendicarsi di lui.
- Festus: Un drago robotico in bronzo celeste costruito da Leo che fa da cavalcatura ai protagonisti. È dotato di una propria coscienza e sensibilità.
- Litierse: Semidio figlio di re Mida e Demetra. In precedenza è stato resuscitato da Gea con re Mida e si era scontrato con Leo, Jason Grace e Piper McLean, venendo sopraffatto. Lavorando per Commodo cerca di vendicarsi di Leo, ma successivamente gli eroi lo salvano dall'essere giustiziato dall'imperatore per il suo fallimento e diventa un loro alleato.

## Copertina e marketing
La profezia oscura è stato annunciato sul sito web di Rick Riordan il 5 maggio 2016, due giorni dopo l'uscita di L'oracolo nascosto.
La copertina, illustrata da John Rocco, è stata rivelata il 22 dicembre 2016. Il primo capitolo è stato pubblicato come estratto insieme alla copertina lo stesso giorno da USA Today. Inoltre, è stato rilasciato un trailer su YouTube per promuovere il libro. A marzo, Riordan ha interagito con i fan e ha firmato circa 1700 copie del libro.

## Distribuzione
La profezia oscura è stato pubblicato negli Stati Uniti da Disney-Hyperion il 2 maggio 2017. Un audiolibro, narrato da Robbie Daymond, è stato pubblicato lo stesso giorno da Books on Tape. Il libro è stato pubblicato anche in formato e-book e tascabile. La prima tiratura di La profezia oscura è stata di 2 milioni di copie negli Stati Uniti.
Nel Regno Unito e in Australia, il 2 maggio sono state rilasciate anche edizioni in lingua inglese con copertina rigida, tascabile, ebook e audiolibro da Puffin Books. Ad oggi, sono state pubblicate edizioni in spagnolo, italiano, polacco, portoghese, bulgaro, olandese, francese, ceco, turco, norvegese, albanese, ebraico, catalano e vietnamita. Sebbene molte edizioni non inglesi utilizzino la copertina di John Rocco realizzata per l'edizione americana, alcune - e le edizioni Puffin - hanno copertine uniche di altri illustratori.
La profezia oscura ha venduto 62.987 copie negli Stati Uniti e 6.419 nel Regno Unito durante la prima settimana. È stato il romanzo più acquistato negli Stati Uniti durante la prima settimana di maggio. Al momento del rilascio, il libro si è classificato al primo posto nella lista dei bestseller del New York Times e nella lista dei bestseller di Publishers Weekly, rimanendo in quest'ultimo per 23 settimane. Il romanzo è stato inserito nella lista dei bestseller di USA Today. Ha aperto al numero 11 nella lista dei bestseller di iBooks. A febbraio 2018, il libro ha venduto più di 252.000 copie nel solo formato con copertina rigida.

## Accoglienza
Il romanzo ha ricevuto recensioni positive, sebbene abbia catalizzato meno attenzione del primo romanzo della serie. Preeja Aravind del The Free Press Journal ha affermato che il libro fa appello alla fantasia già consolidata di Riordan, sviluppando i vecchi personaggi. Pur affermando che il libro è autonomo , Aravind consiglia di leggere prima il predecessore. Gillian P. del Teen Team del Pikes Peak Library District ha dato al libro una valutazione massima, definendolo buono tanto quanto il primo libro e consigliandolo vivamente ai fan della saga di Percy Jackson.
I critici hanno osservato in particolar modo i personaggi e il loro sviluppo. Carrie R. Wheadon di Common Sense Media elogia l'aggiunta di personaggi come la coppia di ex immortali Emmie e Jo come un modo per aumentare la profondità, notando che il romanzo si occupa più di esplorare gli altri personaggi e le loro relazioni con Apollo rispetto ad Apollo stesso. Karen Rought di Hypable afferma che la continua introduzione di personaggi inclusivi da parte dell'autore sembra completamente naturale e non è mai forzata, scrivendolo "sembra un'istantanea del mondo più vera di quanto la maggior parte dei libri abbia mai tentato di mostrare", trovando particolarmente interessante il rapporto tra Apollo e Calipso. Pamela Kramer, di Examiner.com, ha elogiato la caratterizzazione di Apollo, definendolo "il sole più luminoso di tutti". Ha apprezzato la scelta di Riordan di rendere il dio bisessuale, sebbene non tutti i recensori pensavano che questo sviluppo del personaggio avvantaggiasse il romanzo.
I recensori erano divisi sul ritmo veloce del romanzo. Wheadon di Common Sense Media ha criticato l'azione frenetica, affermando che fa dimenticare al lettore dettagli importanti. Al contrario, The Times of India ha complimentato l'argomento, scrivendo che dà al lettore il tempo di fermarsi e pensare al contrasto tra l'immortalità e una vita significativa.
La recensione di Hypable elogia il modo in cui Riordan riesce a infondere umorismo anche in situazioni pesanti, così come quella di Young Adult Books Central, apprezzando come le descrizioni di fatti casuali non importanti per la trama aggiungano umorismo. Apprezza anche "la sua inclusione di personaggi mitologici poco conosciuto e il modo in cui riesce a trasformare la loro storia mitologica nella sua".
La rivista AudioFile ha elogiato la narrazione dell'audiolibro, scrivendo: "Il narratore Robbie Daymond è perfettamente sintonizzato mentre gli eventi prendono una piega più oscura in questo sequel di L'oracolo nascosto... C'è molta avventura e umorismo, e gli ascoltatori finiranno questa puntata già impaziente del prossimo".
Il romanzo è stato nominato come Best Middle Grade & Children's Book del 2017 ai Goodreads Choice Awards arrivando al secondo posto dietro a La nave degli scomparsi, anch'esso scritto da Riordan.